# Canariella berthelotii
Canariella berthelotii is een slakkensoort uit de familie van de Hygromiidae. De wetenschappelijke naam van de soort is voor het eerst geldig gepubliceerd in 1836 door D'Orbigny.